# William H. McNeill
William Hardy McNeill (31 de octubre de 1917 - 8 de julio de 2016) fue un historiador y autor, conocido por su argumento de que el contacto y el intercambio entre civilizaciones es lo que impulsa la historia humana, primero postulado en su libro The Rise of the West (1963). Obtuvo la distinción Robert A. Milikan como Profesor Emérito de Historia por la Universidad de Chicago, donde enseñó desde 1947 hasta su retiro en 1987.

## Biografía
William McNeill nació en Vancouver, Columbia Británica, Canadá, hijo del teólogo y educador John T. McNeill. La familia vivió ahí hasta que William cumplió los diez años. Luego se mudaron a Chicago, y pasaba los veranos en una granja familiar en la Isla del Príncipe Eduardo de Canadá.
Obtuvo una licenciatura en artes en 1938 por la Universidad de Chicago, donde fue editor del periódico estudiantil y "se inspiró en el antropólogo Robert Redfield". Obtuvo una maestría en artes en 1939, también en la Universidad de Chicago, y escribió su tesis sobre Tucídides y Heródoto. Comenzó a trabajar para obtener un doctorado en historia en la Universidad de Cornell con Carl L. Becker. En 1941, fue reclutado en el ejército de los Estados Unidos y sirvió en la Segunda Guerra Mundial en el teatro europeo. Después de la guerra, regresó a Cornell para terminar su doctorado, que obtuvo en 1947.

## Carrera

### Como educador
En 1947, McNeill comenzó a enseñar en la Universidad de Chicago, donde permaneció durante toda su carrera docente. Presidió el Departamento de Historia de la universidad de 1961 a 1967, estableciendo su reputación internacional. Durante su mandato como presidente, reclutó a Henry Moore para realizar una estatua de bronce llamada Nuclear Energy que conmemoró que en la Universidad de Chicago tuvo lugar la primera reacción nuclear en cadena del mundo en 1942.
En 1988 fue profesor visitante en el Williams College, donde impartió un seminario sobre The Rise of the West. Él ha declarado que la enseñanza "es la forma más maravillosa de aprender cosas". Según John W. Boyer, decano de la Universidad de Chicago y antiguo alumno de McNeill, McNeill fue "uno de los historiadores más importantes que enseñó en la Universidad de Chicago en el siglo XX". Se retiró de la enseñanza en 1987 y se mudó a Colebrook, Connecticut.

### Como escritor
El trabajo más conocido de McNeill es The Rise of the West: A History of the Human Community, que se publicó en 1963, relativamente temprano en su carrera. El libro exploró la historia mundial en términos del efecto que diferentes civilizaciones del Viejo Mundo tuvieron entre sí, y cita la profunda influencia de la civilización occidental en el resto del mundo para argumentar que el contacto social con civilizaciones extranjeras es la fuerza principal para impulsar el cambio histórico. Tuvo un gran impacto en la teoría histórica al enfatizar las fusiones culturales, en contraste con la visión de Oswald Spengler de civilizaciones discretas e independientes. Hugh Trevor-Roper escribió una crítica importante sobre la obra en The New York Times Book Review. Rise of the West de McNeill ganó el Premio Nacional del Libro de los Estados Unidos en Historia y Biografía en 1964.
De 1971 a 1980, se desempeñó como editor de The Journal of Modern History. Su libro Plagues and Peoples [Plagas y Pueblos](1976), fue una importante contribución temprana al impacto de la enfermedad en la historia humana. En 1982, publicó La búsqueda del poder, que examinó el papel de las fuerzas militares, la tecnología militar y la guerra en la historia humana. En 1989 publicó una biografía de su mentor Arnold J. Toynbee.
En un análisis en 1992, afirmó que no estaba de acuerdo con el argumento de Francis Fukuyama en El fin de la historia y El último hombre donde se afirmaba que el fin de la Guerra Fría significaba que el modelo estadounidense de una democracia liberal capitalista se había convertido en la "forma final de gobierno humano". En 1997 no estuvo de acuerdo con la tesis central de Armas, gérmenes y acero de Jared Diamond por pasar por alto la importancia de la "autonomía cultural" humana en la determinación del desarrollo humano versus el enfoque de Diamond en los factores ambientales. En 2003, fue coautor de The Human Web: A Bird-eye View of World History con su hijo y compañero historiador JR McNeill.

## Premios y distinciones
Además de ganar el Premio Nacional del Libro de Estados Unidos en Historia y Biografía en 1964 por The Rise of the West, McNeill recibió varios otros premios y honores. En 1985 se desempeñó como presidente de la American Historical Association. En 1996, McNeill ganó el Premio Erasmus, que el Príncipe Heredero de los Países Bajos Willem-Alexander le entregó en el Palacio Real de Ámsterdam.  En 1999, la editorial Modern Library nombró The Rise of the West dentro de los 100 mejores libros de no ficción del siglo XX.
En 2009, ganó la Medalla Nacional de Humanidades. En febrero de 2010, el presidente Barack Obama, exprofesor de la Universidad de Chicago, le otorgó a McNeill la Medalla Nacional de Humanidades para reconocer "su talento excepcional como maestro y erudito en la Universidad de Chicago y como autor de más de 20 libros, incluyendo The Rise of the West: A History of the Human Community (1963), que rastrea civilizaciones a través de 5 000 años de historia registrada".

## Vida personal
En 1946, McNeill se casó con Elizabeth Darbishire, a quien conoció durante su servicio militar durante la Segunda Guerra Mundial como asistente militar adjunto de los gobiernos exiliados griegos y yugoslavos en El Cairo. Ella murió en 2006. McNeill murió diez años después, en el mes de julio de 2016, a la edad de 98 años.

## Trabajos
- (1947) The Greek Dilemma War And Aftermath. London: J. B. Lippincott Company.
- (1949) History of Western Civilization: A Handbook. Chicago: University of Chicago Press. 6.ª edición, 1986. ISBN 978-0-226-56159-2
- (1954) Pasado y futuro. Chicago: University of Chicago Press. 
  - "The Introduction of the Potato into Ireland", The Journal of Modern History Vol. 21, N° 3, septiembre de 1949.
- (1963) The Rise of the West: A History of the Human Community [El ascenso de Occidente: una historia de la comunidad humana] . Chicago: University of Chicago Press. Edición revisada, 1991. ISBN 978-0-226-56141-7
- (1964) Europe's Steppe Frontier: 1500–1800. Chicago: University of Chicago Press .
- (1973) "The Ecumene: Story of Humanity". Harper & Row.
- (1974) The Shape of European History. Oxford: Oxford University Press. ISBN 978-0-19-501807-3
- (1974) Venice: The Hinge of Europe, 1081-1797 . Chicago: University of Chicago Press . ISBN 978-0-226-56149-3
- (1976) Plagas y Pueblos. Garden City, Nueva York: Anchor Press/Doubleday. ISBN 978-0-385-12122-4
- (1978) The Metamorphosis of Greece Since World War II. Universidad de Chicago Press. ISBN 978-0-226-56156-1
- (1979) «Historical Patterns of Migration (with comment & reply)», Current Anthropology 20 (1), March 1979: 95-102, PMID 11630845, doi:10.1086/202206.
- (1980) The Human Condition: An Ecological and Historical View. Princeton: Princeton University Press. ISBN 978-0-691-05317-2
- (1982). The Pursuit of Power: Technology, Armed Force, and Society since A.D. 1000. Chicago: University of Chicago Press. ISBN 978-0-226-56157-8
- (1989) Arnold J. Toynbee : A Life. Oxford: Oxford University Press. ISBN 978-0-19-506335-6
- (1991) Hutchins' University.  A Memoir of the University of Chicago. 1929-1950. Chicago: University of Chicago Press. ISBN 978-0-226-56170-7
- (1992) The Global Condition: Conquerors, Catastrophes, & Community. Princeton: Princeton University Press.
- (1995) Keeping Together in Time: Dance and Drill in Human History. Cambridge: Harvard University Press.
- (1998) A World History. Oxford: Oxford University Press; 4.ª edición. (Publicado por primera vez en 1967).[2] ISBN 978-0-19-511616-8
- (2003) The Human Web: A Bird's-Eye View of World History (con JR McNeill). Nueva York: WW Norton. ISBN 978-0-393-92568-5
- (2005) Berkshire Encyclopedia of World History (con Jerry H. Bentley, David Christian et al., editores). 5 tomos. Great Barrington, MA: Berkshire Publishing Group. ISBN 978-0-9743091-0-1
- (2005) The Pursuit of Truth: A Historian's Memoir. Lexington: University Press de Kentucky.
- (2009) Summers Long Ago: On Grandfather's Farm and in Grandmother's Kitchen. Great Barrington, MA: Berkshire Publishing Group. ISBN 978-1-933782-71-3
- (2011) Berkshire Encyclopedia of World History, 2nd Edition (con Jerry H. Bentley, David Christian et al., editores). 6 volúmenes Great Barrington, MA: Berkshire Publishing Group. ISBN 978-1-933782-65-2